# Faiditus laraensis
Faiditus laraensis là một loài nhện trong họ Theridiidae.
Loài này thuộc chi Faiditus. Faiditus laraensis được miêu tả năm 1996 bởi José Valentín Herrera González & Carmen.